# 拉博尔特 (南达科他州)
拉博尔特（英語：La Bolt），是美国南达科他州下属的一座城市。根据2010年美国人口普查，该市有人口67人。论人口在本州排行第259。